# Rajon Cherson
Der Rajon Cherson (ukrainisch Херсонський район/Chersonskyj rajon; russisch Херсонский район/Chersonski rajon) ist ein ukrainischer Rajon mit etwa 450.000 Einwohnern. Er liegt in der Oblast Cherson und hat eine Fläche von 3650 km², der Verwaltungssitz befindet sich in der namensgebenden Stadt Cherson am Nordufer des Dnepr.

## Geographie
Der Rajon liegt im Westen der Oblast Cherson und grenzt im Norden an den Rajon Baschtanka (in der Oblast Mykolajiw gelegen), im Nordosten an den Rajon Beryslaw, im Osten an den Rajon Kachowka, im Süden an den Rajon Skadowsk sowie im Nordwesten an den Rajon Mykolajiw (in der Oblast Mykolajiw gelegen).

## Geschichte
Ein Vorgänger des heutigen Rajons wurde im Dezember 1938 gegründet und 1963 aufgelöst.
Der Rajon entstand am 17. Juli 2020 im Zuge einer großen Rajonsreform durch die Vereinigung der Rajone Oleschky und Biloserka sowie der bis dahin unter Oblastverwaltung stehenden Stadt Cherson, dazu kommen noch kleine Teile im Westen des Rajons Beryslaw.

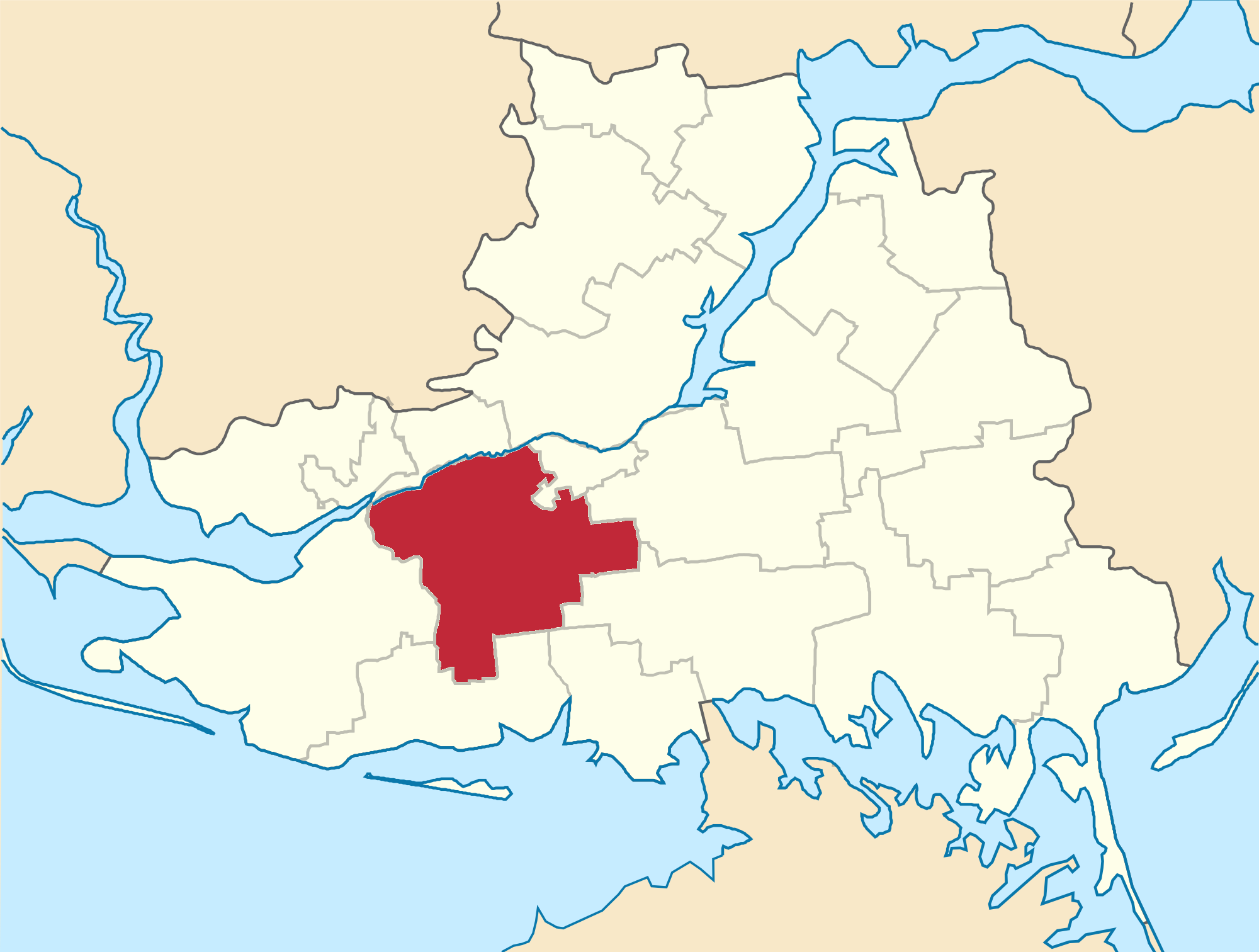
Rajon Oleschky bis Juli 2020
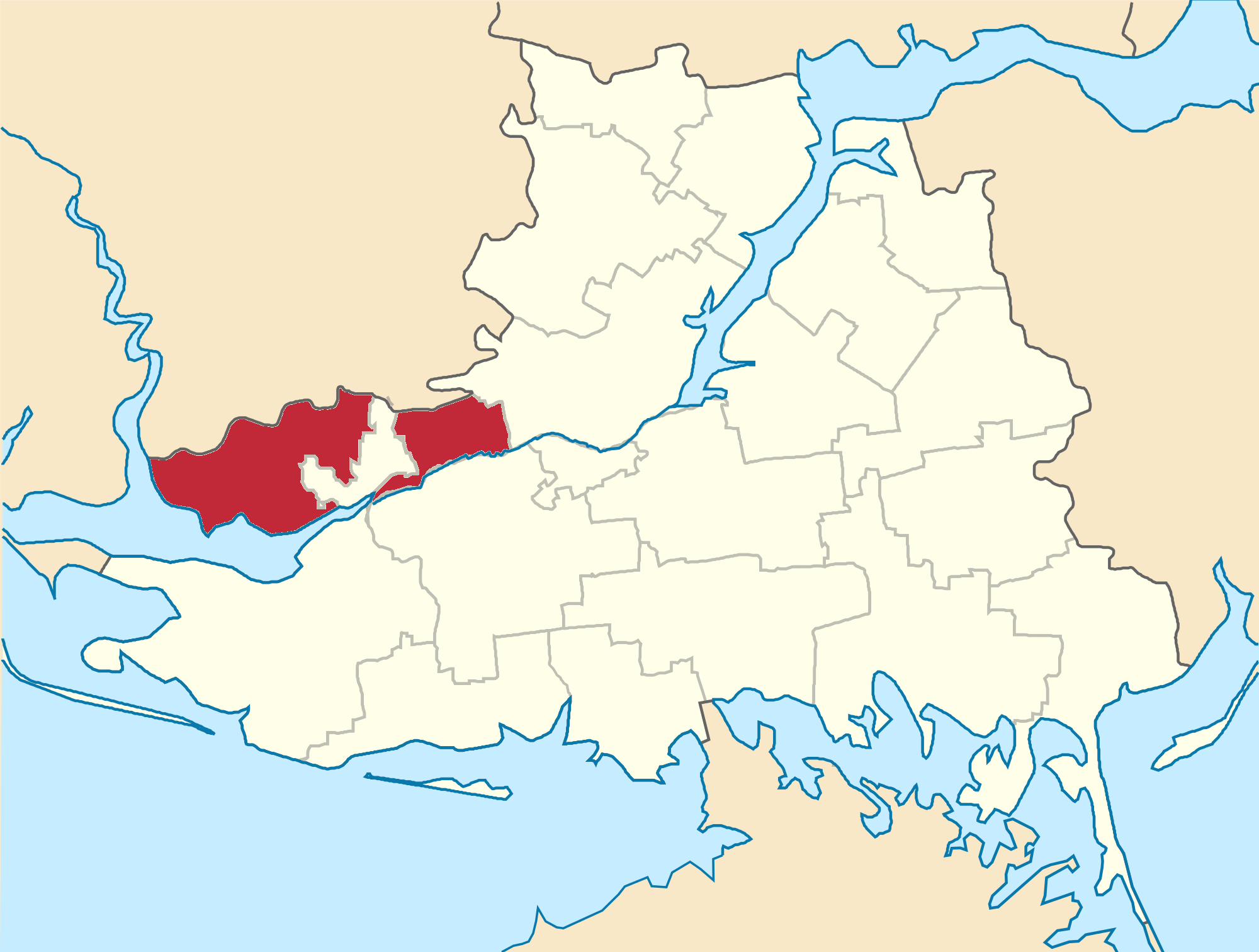
Rajon Biloserka bis Juli 2020
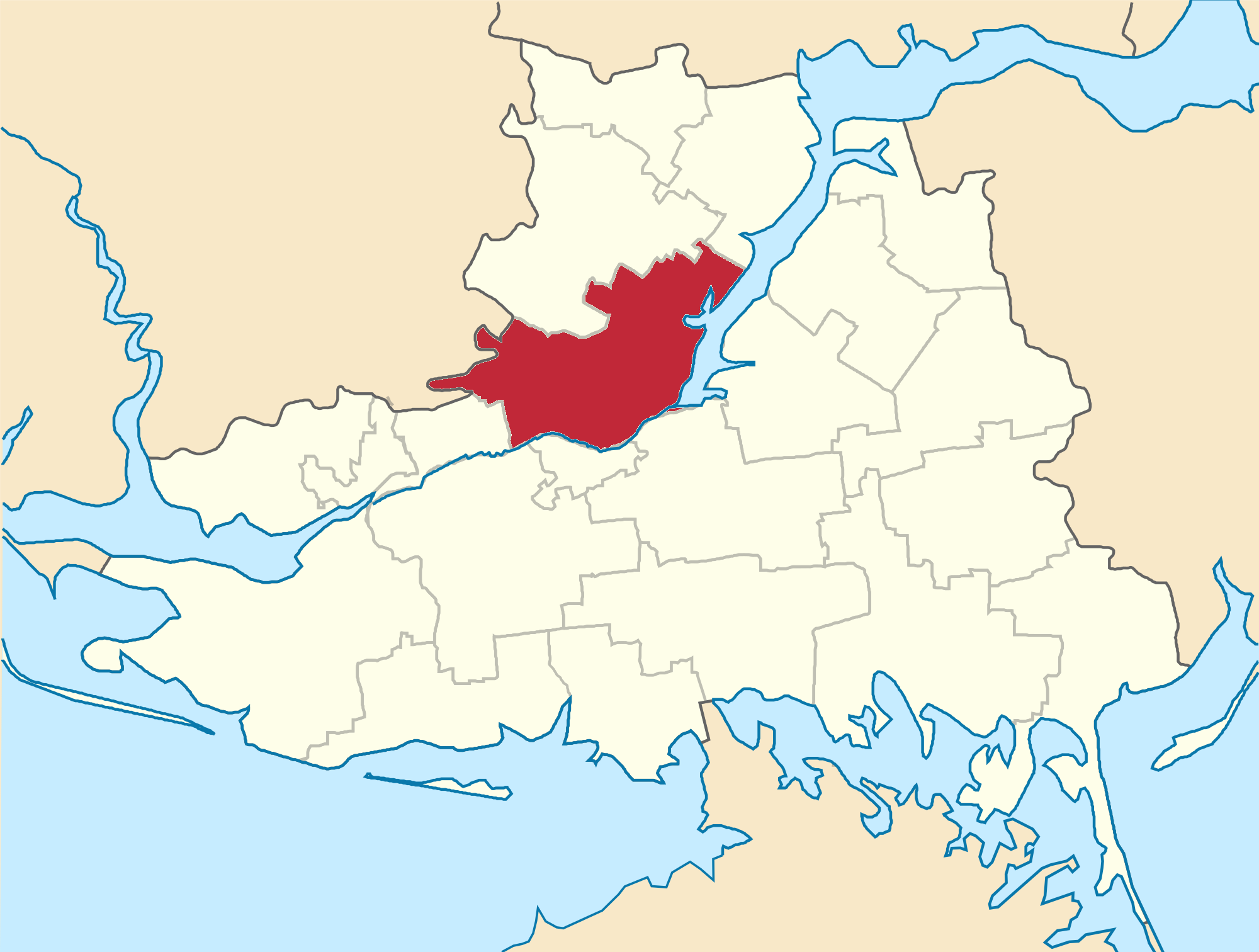
Rajon Beryslaw bis Juli 2020
Rajonsgebiet ab Juli 2020

## Administrative Gliederung
Auf kommunaler Ebene ist der Rajon in 10 Hromadas (2 Stadtgemeinden, 1 Siedlungsgemeinde und 7 Landgemeinden) unterteilt, denen jeweils einzelne Ortschaften untergeordnet sind.
Zum Verwaltungsgebiet gehören:
- 2 Städte
- 7 Siedlungen städtischen Typs
- 71 Dörfer
- 26 Ansiedlungen

Die Hromadas sind im Einzelnen:
- Stadtgemeinde Cherson
- Stadtgemeinde Oleschky
- Siedlungsgemeinde Biloserka
- Landgemeinde Darjiwka
- Landgemeinde Juwilejne
- Landgemeinde Musykiwka
- Landgemeinde Stanislaw
- Landgemeinde Tschornobajiwka
- Landgemeinde Wynohradowe
- Landgemeinde Welyki Kopani